# Frank Reicher
Frank Reicher, född 2 december 1875 i München, Kejsardömet Tyskland, död 19 januari 1965 i Playa del Rey, Kalifornien, USA, var en tysk-amerikansk skådespelare. Reicher är främst känd för att han spelade kapten Englehorn i King Kong 1933, men han medverkade i långt över 200 filmer.

## Filmografi i urval
- 1928 – Beau Sabreur
- 1928 – Syndens masker
- 1931 – Mata Hari
- 1933 – Vi som gå affärsvägen
- 1933 – King Kong
- 1933 – Kongs son
- 1935 – Charlie Chan i Egypten
- 1935 – Spionhotellet
- 1936 – Louis Pasteur
- 1937 – Förbjuden ingång
- 1937 – The Emperor's Candlesticks
- 1940 – Dr Cyclops
- 1940 – Fy på sej pappa!
- 1941 – Shining Victory
- 1941 – Flykten från ödet
- 1942 – Kvinnohjärtan på villovägar
- 1942 – Mumiens grav
- 1944 – Mumiens ande
- 1945 – Blonde Ransom
- 1946 – The Shadow Returns
- 1947 – Här kommer en annan
- 1949 – Simson och Delila
- 1951 – Superman and the Mole Men